# Potamolepiidae
Potamolepiidae é uma família de esponjas de água doce da ordem Haplosclerida.

## Gêneros
- Echinospongilla Manconi e Pronzato, 2002
- Oncosclera Volkmer, 1970
- Potamolepis Marshall, 1883
- Potamophloios Brien, 1970
- Sterrastrolepis Volkmer-Ribeiro e De Rosa Barbosa, 1978
- Uruguaya Carter, 1881